# 클로드 비비에

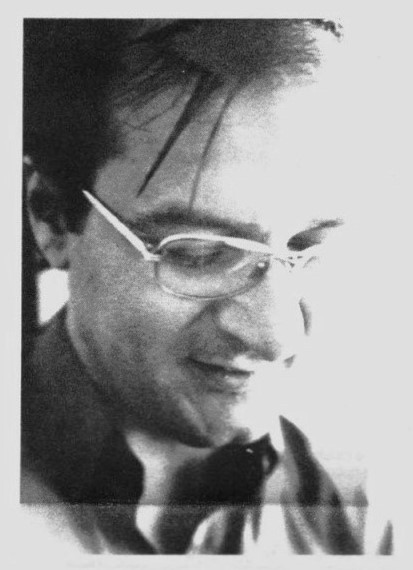
클로드 비비에

클로드 비비에(Claude Vivier, 프랑스어: [klod 'vivje] VEEV-yay, 1948년 4월 14일 ~ 1983년 3월 7일)는 퀘벡 출신의 캐나다 작곡가, 피아니스트, 시인이자 민족음악학자였다. 쾰른에서 카를하인츠 슈토크하우젠과 함께 공부한 후 비비에는 현재 스펙트럼 음악으로 알려진 "저먼 피드백(German Feedback)" 운동의 혁신적인 멤버가 되었다. 그는 또한 루 해리슨, 존 케이지 및 동료 콜린 맥피와 함께 발리 음악과 가믈란의 요소를 자신의 작곡에 통합한 유럽 또는 아메리카 최초의 작곡가 중 한 명이었다.
느린 속도로 작업하고 작은 작품을 남겼음에도 불구하고 비비에의 음악적 언어는 방대하고 다양하다. 유럽의 스펙트럼 운동에서 그의 위치는 화음 계열의 조작을 허용했으며 이러한 주파수를 복제하기 위해 마이크로톤을 통합하는 음악으로 이어졌다. 그는 나중에 주 드 꿀뢰르(jeux de couleurs)라는 작곡 기법을 사용했다. 그는 또한 연속주의와 12음음, 콘크리트 음악, 확장된 기술, 초현실주의, 전통적인 퀘벡 민요 등의 요소를 통합한 것으로도 알려져 있다. 비비에 작품의 주제는 주로 자서전적인 것으로 간주된다. 종종 외로움과 배척, 사랑과 동반자의 추구, 외국 땅의 항해를 중심으로 한다. 그는 자신의 개인적인 경험을 활용하여 아방가르드 스타일을 발전시켰으며, 다국어 성악을 작곡하고 소위 랑그 인벤테(창안된 언어)를 고안했다. 그는 캐나다 역사상 가장 위대한 작곡가 중 하나로 간주된다. 죄르지 리게티(György Ligeti)는 비비에를 "그 세대의 가장 중요하고 독창적인 작곡가"로 존경한다.
비비에는 34세의 나이로 프랑스 파리에서 갑작스러운 살인을 당할 때까지 공개적인 게이로 살았다. 그의 죽음은 유럽과 북미 모두에서 유명인사가 되었으며, 그는 동성애혐오 폭력의 가장 유명한 희생자 중 한 명으로 여겨진다. 현대사. 많은 사람들은 그를 LGBT 커뮤니티의 역사적 투쟁에 대한 순교자로 여긴다.